# Ancien siège social et entrepôts Cinzano
 (juin 2023).
L’ancien siège social et entrepôts du distributeur d’alcool S.A. Belge Cinzano, construit par le groupe d'architecte AUSIA, Thierry Verbiest, Michel Benoit et Jean de Salle. C'est un bâtiment brutaliste d’après la seconde guerre mondiale destiné à accueillir les activités de production et de stockage ainsi que les bureaux pour l’entreprise italienne de vermouth Cinzano.

## Localisation
Le bâtiment est situé dans la rue de Belgrade à Bruxelles, précisément à la frontière des communes de Forest et de Saint-Gilles. Il se trouve au numéro 74, dans le quartier populaire de Saint-Antoine à Forest, à proximité du parvis et de l'église Saint-Antoine de Padoue. Le quartier est principalement résidentiel, mais la rue de Belgrade et l'Avenue Van Volxem, qui se trouve à proximité de la gare du Midi, ont une occupation plus industrielle. Avec le développement du chemin de fer, de nombreuses industries et immeubles de rapport ont été construits dans les environs. Au fil du temps et avec la désindustrialisation de Bruxelles dans les années 1990, de nombreux entrepôts et usines situés dans la rue de Belgrade ont été abandonnés, réaménagés en logements, en services ou sont en cours de réaffectation. Par exemple, aux numéros 114-116 de la rue de Belgrade, se trouvent les ateliers d'entretien et de réparation de la Société des Transports Intercommunaux de Bruxelles (STIB).  

## Histoire
L'architecte Jean de Salle, fraîchement diplômé en 1966, rencontre le directeur de la société belge Cinzano lors de la vente de la maison familiale de l'architecte. Quelques mois plus tard, le directeur de Cinzano contacte Jean de Salle pour lui proposer un grand projet de construction d'une usine Cinzano en Belgique.
Aux alentours de 1947, les premiers hangars et entrepôts Cinzano apparaissent à Forest, plus précisément entre la rue de Belgrade et l'Avenue Van Volxem. À cette époque, des remises temporaires sont répertoriées dans la rue de l'Imprimerie, une rue perpendiculaire à la rue de Belgrade. En 1949, Cinzano possède un hangar avec une entrée cochère au numéro 531 de l'Avenue Volxem. En 1955, des installations sanitaires sont mentionnées au numéro 88 de la rue de Belgrade, où se trouvaient déjà les cuves à vin de l'entreprise. Le numéro 88 n'existe plus aujourd'hui, mais il était situé à l'angle de la rue, à l'actuel numéro 84, qui est désormais un immeuble résidentiel. Après différentes constructions et démolitions de terrains pour accueillir les activités de l'entreprise, le directeur de Cinzano souhaite, en 1968, lancer un projet qui pourrait relier tous ces terrains.
Le commanditaire souhaite pour ce projet non seulement des bureaux pour accueillir les clients et un entrepôt pour les marchandises, mais également une usine complète comprenant une grande salle de cuves, un entrepôt pour les bouteilles vides, une chaîne d'embouteillage, le stockage des bouteilles pleines, ainsi que des parkings et même un magasin. Le projet initial prévoyait la mise en place d'un circuit complet pour assurer le bon fonctionnement de l'usine, avec cinq phases de construction distinctes. Il s'agissait d'un projet de mégastructure, tant par son échelle que par son ingénierie structurelle. Finalement, c'est en 1969 que le projet de la phase 1 du bâtiment actuel est lancé aux numéros 74 et 76 de la rue de Belgrade. Le bâtiment abrite des bureaux et un entrepôt, et il est construit sur une parcelle qui semblait initialement destinée à accueillir deux bâtiments, bien que leur fonction ne soit pas précisée. En raison de contraintes de financement et d'acquisition de terrains, seule la phase 1 du projet a pu être réalisée.
Le bâtiment abritait initialement le siège social et les entrepôts de la S.A. Belge Cinzano pendant plusieurs années, mais l'entreprise familiale a connu un déclin dans les années 1980. Le bâtiment a ensuite été vendu à une autre entreprise, Kaszer International S.A., spécialisée dans la fabrication de sacs et d'autres articles de mode en cuir, qui a occupé les lieux environ de 1990 à 2018.
Après le départ de Kaszer International, le bâtiment a été vendu à la commune et est resté inoccupé pendant quelques années. En 2019, la commune de Forest a lancé un concours pour transformer ce bâtiment en logements sociaux. Actuellement, le bâtiment est en attente de réaffectation avec un projet mené par le bureau d'architecture &Bogdan. Le projet propose la création d'une quinzaine de logements, impliquant la quasi-disparition du bâtiment, car l'enveloppe en verre et en béton sera retirée, laissant seulement la structure en béton conservée.

## Architecture

### L'extérieur

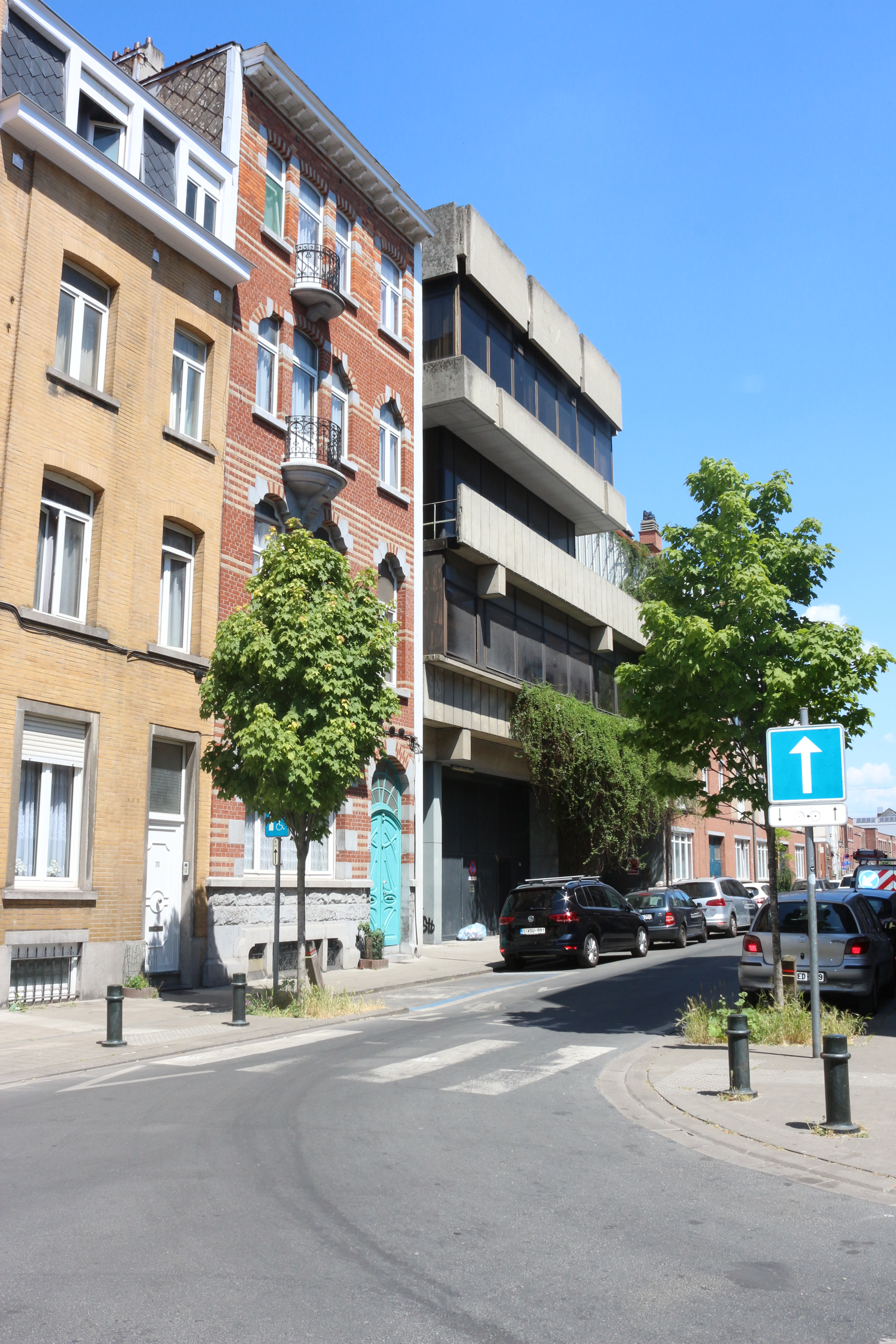
Vue de la façade rue de Belgrade depuis la rue Vaes

Le bâtiment se distingue de son environnement par sa façade en béton, qui contraste avec les façades plus traditionnelles de ses voisins. Cette façade en béton présente des finitions lisses et sablées, ajoutant une dimension décorative. Le bâtiment s'élève sur quatre niveaux, avec le troisième étage en retrait en raison d'une coursive qui longe la façade. Contrairement au reste de la façade, le rez-de-chaussée est recouvert d'un enduit de maçonnerie peint en bleu gris, avec une porte en acier à gauche et une porte de garage en tôle pliée au centre, en retrait par rapport à l'alignement avec les bâtiments voisins, caractéristique typique de l'architecture brutaliste de l'époque. Du côté de la rue de Belgrade, la façade présente des châssis horizontaux continus en aluminium peint en "marron foncé" et des vitrages Thermopane de couleur "bronze".
Les robustes consoles qui soutiennent les deux premiers étages en porte-à-faux sont en réalité une continuation des poutres intérieures, dévoilant ainsi la structure du bâtiment. Selon les plans, la structure se compose de colonnes régulièrement espacées, créant une trame de 5 carrés parfaits qui distribuent l'espace intérieur. La structure en béton comprend des colonnes, des poutres et des dalles, avec une contreventement assuré par le noyau central qui abrite l'escalier et l'ascenseur. Cette structure de type « Dom-Ino » présente des espacements de 7 mètres dans les deux directions, formant une "grande étagère" pouvant accueillir de nombreuses fonctions.
La circulation entre les étages se fait par un escalier unique qui se démarque horizontalement et verticalement du volume principal. Ce retrait du volume est visible depuis la Rue de l'Imprimerie à travers le jardin communautaire. Sur cette façade orientée vers l'est, le béton présente des finitions lisses et les châssis en aluminium se prolongent de manière similaire à la façade donnant sur la rue. Depuis ce point de vue, la façade arrière, située au nord, est légèrement perceptible. Contrairement au reste du bâtiment, cette façade est aveugle et présente une maçonnerie au lieu du béton.

### L'intérieur
Au rez-de-chaussée, l'aménagement de l'espace de stockage et de livraison est principalement dicté par la structure en béton, avec une trame de 7x7 mètres qui offre une grande modularité pour les différents occupants. À droite du plan, le long d'un couloir étroit, se trouvent en enfilade les cuves d'origine pour le vin. Le rez-de-chaussée abrite également la chaufferie et un petit bureau qui semble ajouté ultérieurement. Pour accéder aux étages, une seule cage d'escalier dessert les 4 niveaux. Cette cage d'escalier, qui sert également de noyau de contreventement de la structure, est entièrement en béton blanc, agrémentée de détails métalliques noirs pour les rambardes, les portes laquées noires et le sol en caoutchouc pastillé noir, qui semblent être d'origine.
Le premier étage comprend un long couloir avec la cage d'escalier et des toilettes d'un côté, aboutissant d'un côté sur une grande pièce qui longe ensuite le couloir, et de l'autre sur deux bureaux. Cette partie de l'étage est déterminée par la structure en béton, avec quelques cloisons ayant été modifiées au fil du temps et des différentes occupations. L'étage comprend quelques bureaux, mais principalement un grand espace ouvert utilisé comme salle d'exposition par les occupants précédents. Le couloir est accessible par des doubles portes vitrées en bois noir laqué, également d'origine, qui rappellent la palette chromatique de la cage d'escalier. Du côté nord du bâtiment, l'ancien toit plat a été transformé en terrasse par les anciens occupants. Le plan de cet étage comprend également une grande et une plus petite réserve du côté droit. Le sol du premier étage est recouvert de béton ciré gris.
Le deuxième étage est en retrait par rapport à la façade et il est également 7 mètres plus étroit du côté nord du plan. Cet étage n'a pas été modifié par rapport au plan d'origine et comprend principalement des bureaux, tout comme le troisième étage. Le long de la façade en retrait, une coursive extérieure longe cet étage. À l'intérieur, dans les espaces de bureaux, se trouve un caniveau technique qui longe les façades et crée un mobilier intégré à l'espace. De plus, cet étage est doté d'un faux plafond d'origine constitué de longues lattes en bois blanc, tandis que les autres étages ont un faux plafond en dalles de polystyrène.
Le troisième étage présente le plan le plus cloisonné. Un couloir central dessert de nombreux bureaux, avec à ses extrémités une forme de losange qui donne accès aux portes des bureaux. Les cloisons sont blanches, avec des accents noirs verticaux au niveau des jointures de chaque cloison. Les portes, elles aussi, sont en bois peint en noir laqué d'origine.
Les sols du deuxième et du troisième étage sont recouverts d'une moquette de couleur ocre qui remonte le long de la gaine technique, permettant ainsi au mobilier intégré de se fondre visuellement avec le sol. Au troisième étage, la moquette du couloir présente un motif de damier noir et gris. Les façades rideaux tout autour du bâtiment pour les trois derniers étages permettent de créer des espaces de bureaux lumineux.

### Dessins, photographies
- Archives communales de Forest
- Archives du CIVA collection, Brussels